# Foldscope
Ein Foldscope ist ein einfaches Durchlichtmikroskop, das sich insbesondere durch seine niedrigen Kosten und das dafür herausragende Auflösungsvermögen auszeichnet. Erstmals bekannt wurde es in Anlehnung an seinen Aufbau als Origami- oder Papiermikroskop.

## Hintergrund und Entwicklung
Die Idee zur Entwicklung eines kostengünstigen Mikroskops kam Manu Prakash 2011 bei der Feldforschung in Thailand. Er bemerkte, dass in einem abgelegenen Labor ein sehr teures Mikroskop vorhanden war, mit dem sich allerdings niemand traute zu arbeiten, denn die Laborkräfte hatten vor Augen, dass das Gerät mehr gekostet hatte, als sie in fünf Monaten verdienten. Deswegen wollte er ein erschwingliches Mikroskop entwickeln, das vielseitig und robust genug ist, um unter Feldbedingungen eingesetzt zu werden. Zudem sollte das zu entwickelnde Mikroskop das Gefühl vermitteln, dass es dem jeweiligen Anwender gehört, weshalb Foldscopes bis heute als Bausatz ausgeliefert werden.
Um diesen Anforderungen gerecht zu werden, entwickelte er zusammen mit Jim Cybulski die ersten Prototypen, die im Juni 2012 einer breiten Öffentlichkeit vorgestellt wurden. 2014 wurden 60.000 weiterentwickelte Foldscopes in einem Pilotprogramm in über 135 Länder verschickt, um dort von freiwilligen Testern in der Praxis erprobt zu werden. Die dabei gewonnenen Erkenntnisse flossen in die Weiterentwicklung des Foldscopedesigns ein, das in noch größerem Stil verfügbar werden sollte. Die Herstellung und Verbreitung übernimmt seit Dezember 2015 die eigens zu diesem Zweck gegründete Firma Foldscope Instruments, Inc. Sie produziert Foldscopes im industriellen Maßstab bei Materialkosten von unter 1 € und Fertigungskosten von unter 2 €. Bis Mitte 2019 sollen laut Prognose 1.000.000 Foldscopes produziert und verschickt werden.
Bei der weltweiten Verbreitung wird Foldscope Instruments, Inc., von lokalen Partnerunternehmen unterstützt, die die Gegebenheiten vor Ort kennen und den Vertrieb der Faltmikroskope in ihren jeweiligen Heimatländern übernehmen.

## Funktionsweise und Eigenschaften

### Optik
Die Optik eines Foldscopes orientiert sich an dem Konzept, das Antoni van Leeuwenhoek (1632–1723) in seinen Mikroskopen verwendet hat. Als Linse wird dabei eine sphärische Glasperle verwendet, die dem gleichen Funktionsprinzip unterliegt wie eine Lupe. Rein rechnerisch lässt sich so eine bis 2000-fache Vergrößerung erzielen. Dieser Wert hat allerdings keine praktische Relevanz, da er zu Auflösungen führen würde, die aufgrund physikalischer Grenzen nicht mit Lichtmikroskopen möglich sind. Die aktuell erhältlichen Foldscopes haben eine 140-fache Vergrößerung und eine Auflösung von 2 μm. Sie verwenden eine Linse aus Borosilikatglas mit 2,38 mm Durchmesser.

### Mechanik
Die mechanische Struktur zum Verschieben und Fokussieren des Präparates besteht vollständig aus einem beschichteten Material, das sich wie Papier verarbeiten lässt. Die Konstruktion greift auf Funktionsprinzipien aus dem Origami zurück, um das zweidimensionale Material mit der notwendigen Präzision in eine dreidimensionale Form zu bringen. Die Wahl des Materials macht Foldscopes ungewöhnlich robust: Diese überstehen einen Sturz aus dem dritten Stock unbeschadet.
Komplett aufgebaut passt ein Foldscope in eine Jackentasche.

### Erweiterungen

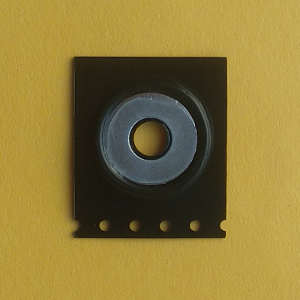
Mit Magnetkopplern können Foldscopes einfach mit Lichtquellen oder Smartphonekameras verbunden werden.

Mit Hilfe von sogenannten Magnetkopplern kann ein Foldscope einfach mit künstlichen Lichtquellen oder Kameras verbunden werden. Mit helleren Lichtquellen, wie z. B. den Lampen klassischer Smartphones lässt sich die Foldscopeansicht auch auf eine Leinwand projizieren.

## Verwendung
Neben der ursprünglich beabsichtigten Verwendung in Forschung und für medizinisch-diagnostische Tests unabhängig von der Infrastruktur werden Foldscopes auch in der schulischen Bildung eingesetzt. Durch die niedrigen Kosten ist es möglich, dass Schüler eigene Foldscopes zur Verfügung gestellt bekommen bzw. dass die Schüler die Foldscopes selber erwerben. So haben sie im Anschluss auch außerhalb des Unterrichts die Möglichkeit zum Mikroskopieren.
In Deutschland ist die Junior-Uni Wuppertal eine der ersten Institutionen, die Foldscopes verwenden. Ab Februar 2020 bietet sie einen Kurs an, in dem die Teilnehmenden eigene Foldscopes aufbauen und nach Abschluss des Kurses behalten und mit nach Hause nehmen können.

## Beispielaufnahmen
Die folgenden Bilder wurden durch ein Foldscope aufgenommen:

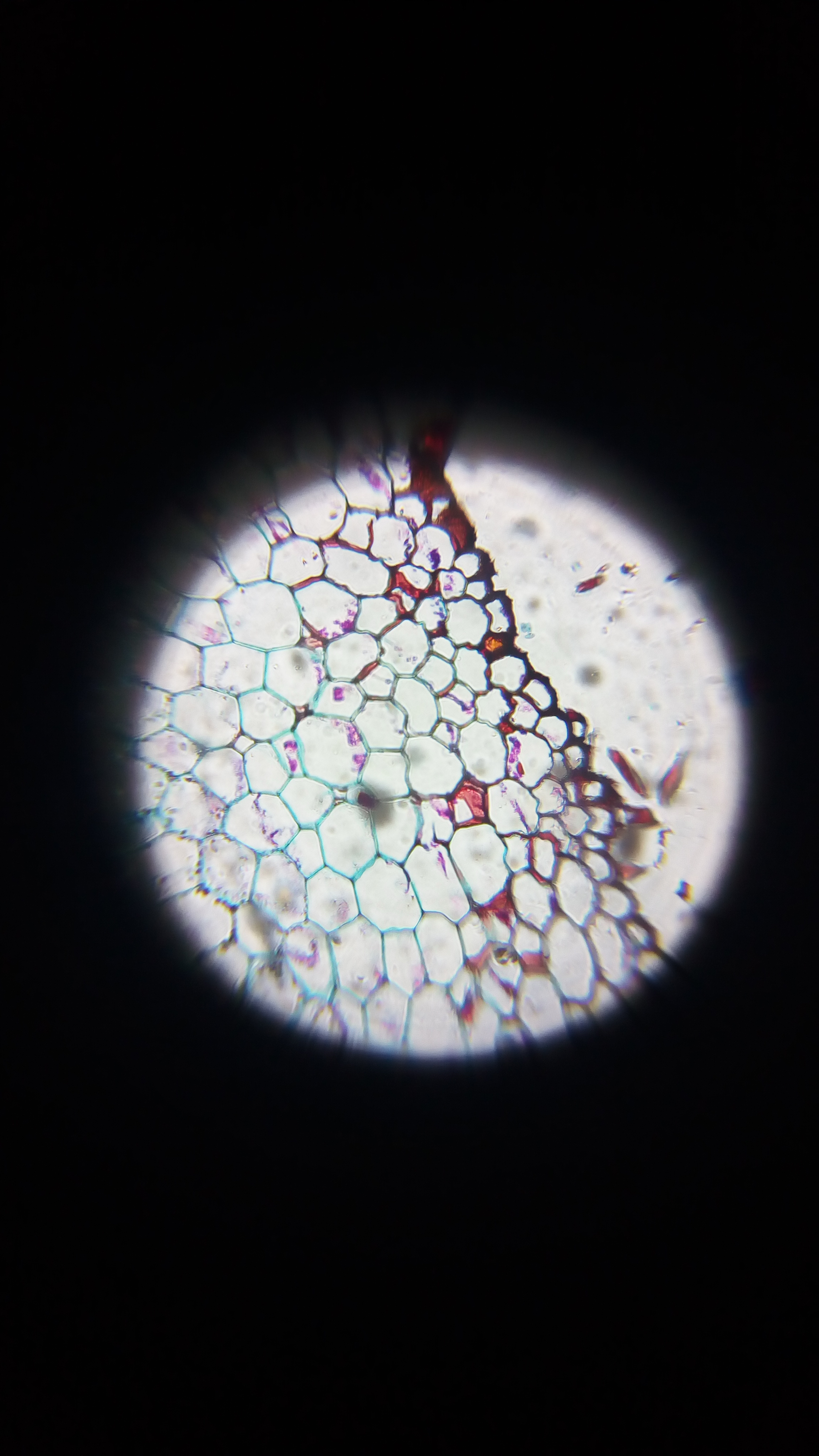
Farnrhizom
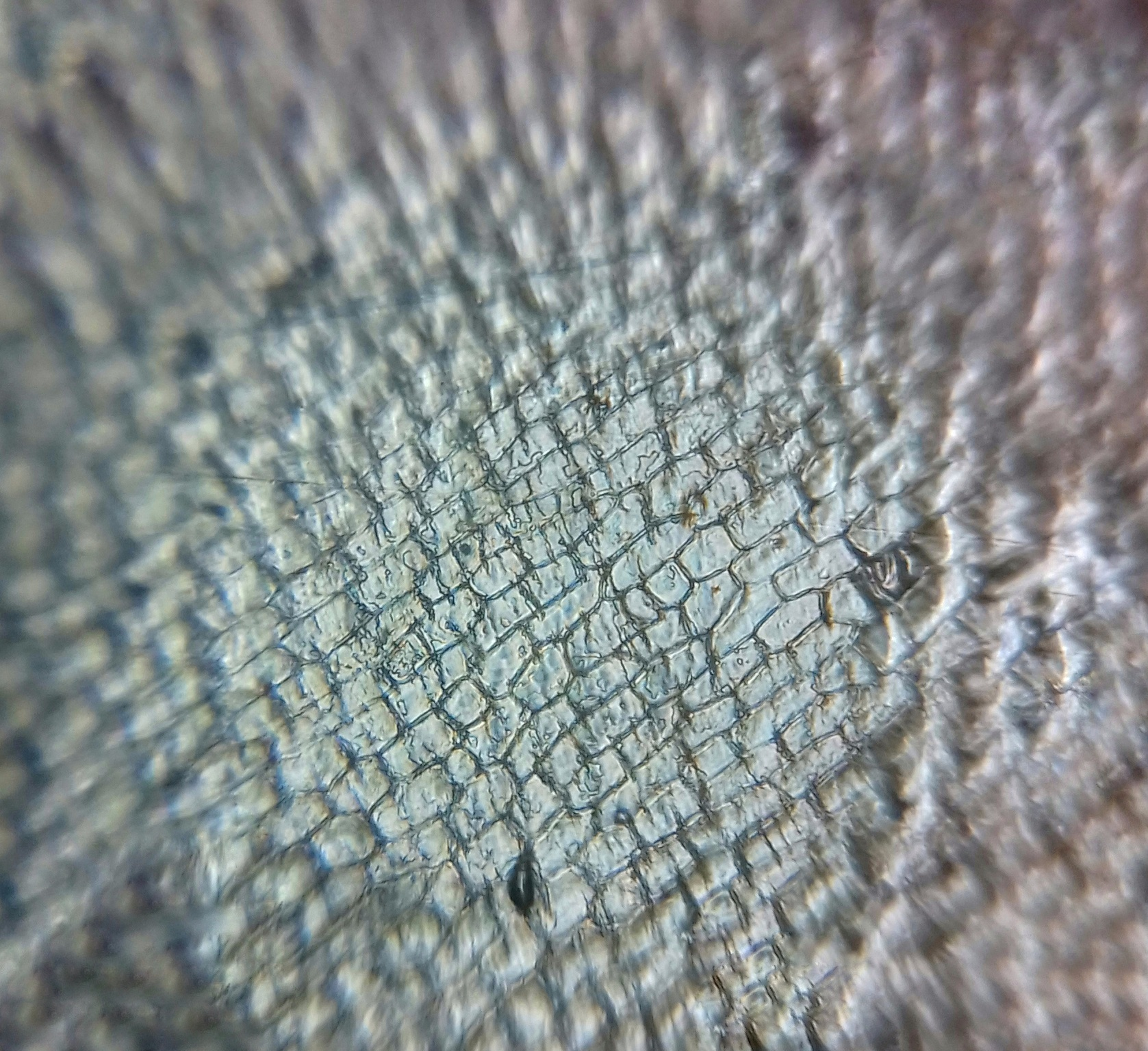
Knoblauchzellen
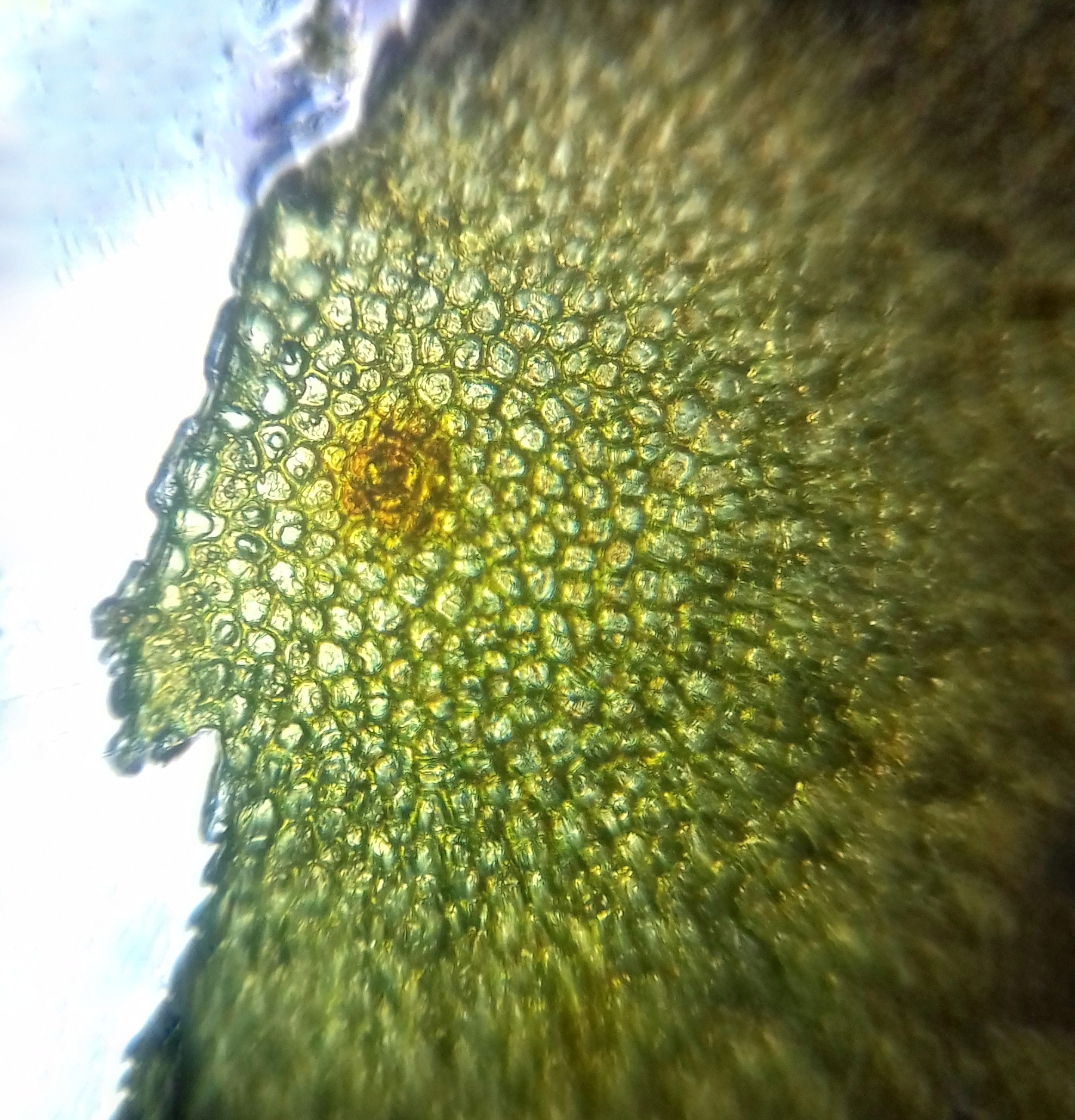
Zellen der Haut einer Tomate
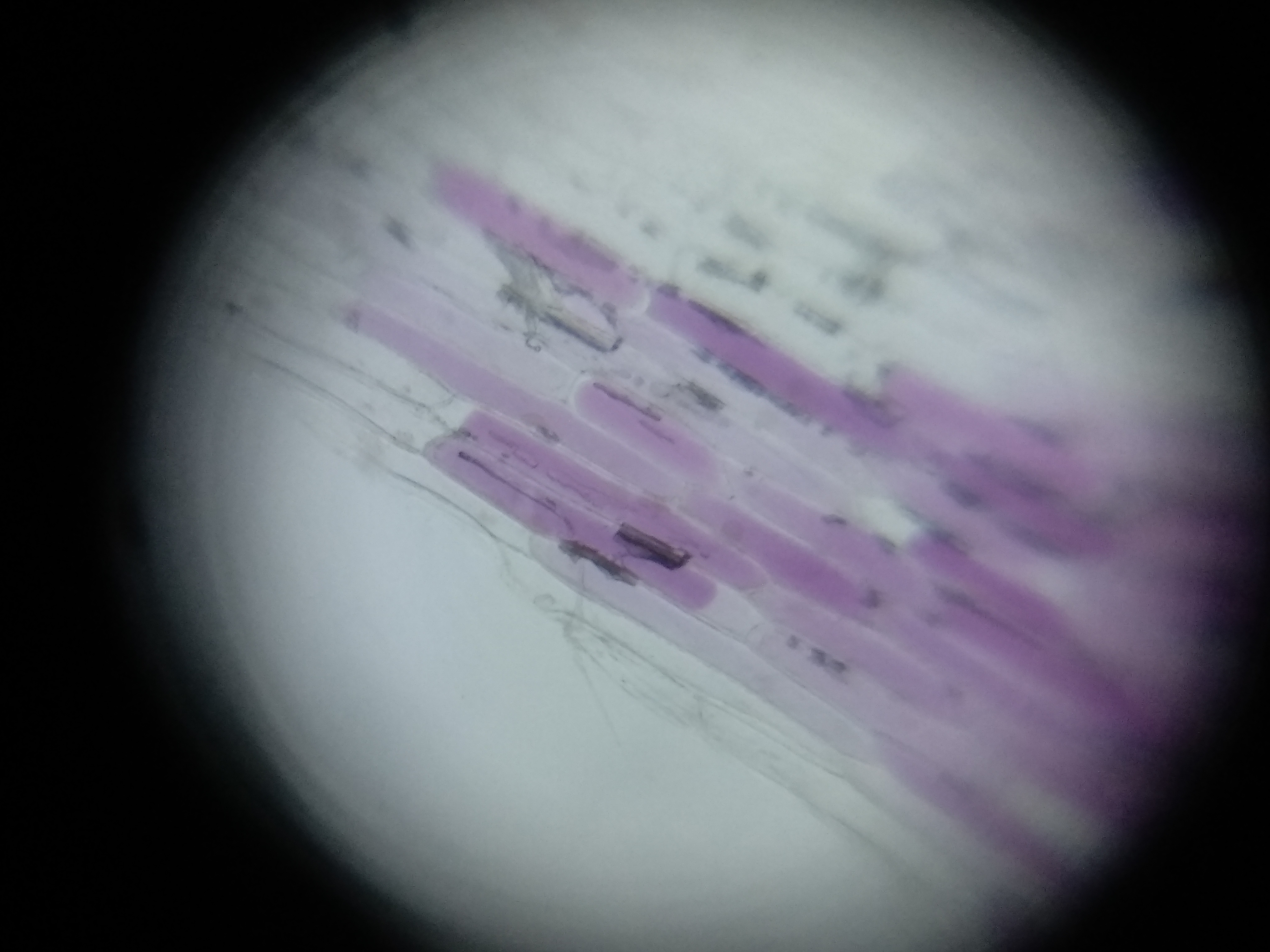
Zellen und Zellkerne einer roten Zwiebel
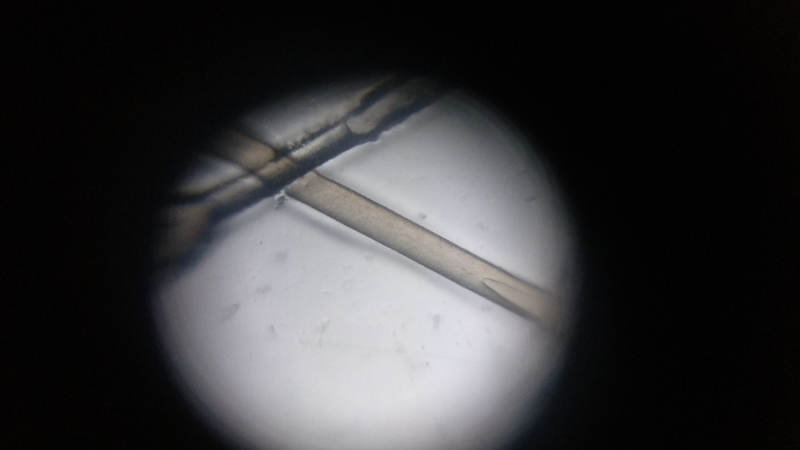
Haare, durch ein Foldscope
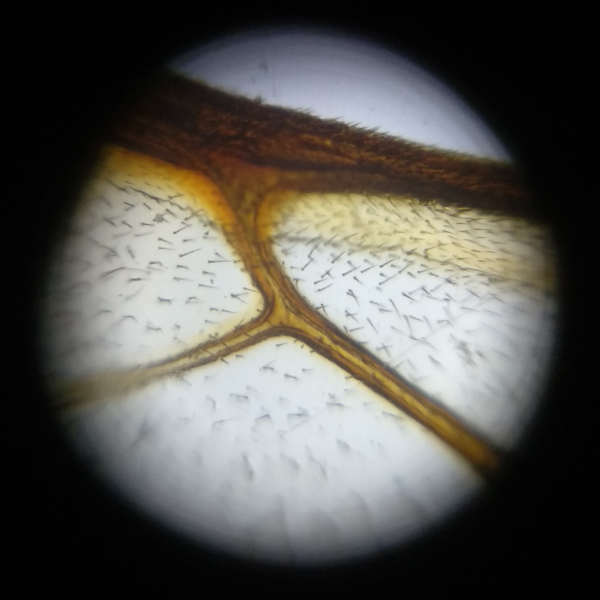
Adern eines Bienenflügels, aufgenommen durch ein Foldscope